# Pandemia de COVID-19 no Djibuti
Este artigo documenta os impactos da pandemia de COVID-19 em Djibuti e pode não incluir todas as principais respostas e medidas contemporâneas.

## Contexto
Várias grandes potências mundiais têm presença militar no Djibuti, incluindo China, França, Itália, Japão e Estados Unidos. O primeiro caso confirmado do país foi um membro das forças armadas espanholas, e toda a unidade foi colocada em quarentena na base militar francesa em Djibuti.

## Cronologia

### Março
- Em 15 de março, o Djibuti anunciou que todos os voos comerciais de passageiros seriam suspensos a partir de 18 de março. Trens pelo país também teriam atividades suspensas.[1][3]
- Em 18 de março, o primeiro caso em Djibuti foi confirmado, um membro das Forças Especiais espanholas que chegaram em 14 de março para a Operação Atalanta e deram positivo em 17 de março. O soldado infectado não interage com a população local, e a Espanha anunciou que a equipe seria repatriada.[4][5]

A Organização Mundial da Saúde forneceu equipamentos de proteção individual ao Djibuti.

### Abril
- Em 2 de abril, o Banco Mundial aprovou um pacote de 5 milhões de dólares em financiamento de emergência para o Djibuti como parte do Projeto de Resposta do Djibuti COVID-19.[7]
- Em 5 de abril, o número de casos confirmados havia aumentado para 59.[8]
- Em 9 de abril, o Djibuti registrou sua primeira morte por coronavírus. Havia 140 pessoas infectadas com COVID-19, enquanto 28 pessoas se recuperaram.[9]
- Em 23 de abril, as forças armadas dos Estados Unidos em Djibuti declararam uma emergência de saúde pública.[9]
- Em 24 de abril, o Djibuti teve a maior prevalência na África.[10]
- Em 26 de abril, o país ultrapassou o número de 1000 casos confirmados.[11]

### Maio
- No dia 10 de maio, o primeiro-ministro estendeu em uma semana o lockdown no país até o dia 17.[12]
- Em 26 de maio, o país registrava 2.468 casos, 1.079 pacientes recuperados e 14 mortes.[13]